# Olympische Jugend-Sommerspiele 2014/Teilnehmer (Seychellen)
| Gelbes Symbol für Goldmedaillen mit stilisierten Olympischen Ringen | Graues Symbol für Silbermedaillen mit stilisierten Olympischen Ringen | Braundes Symbol für Bronzemedaillen mit stilisierten Olympischen Ringen |
| ------------------------------------------------------------------- | --------------------------------------------------------------------- | ----------------------------------------------------------------------- |
| —                                                                   | —                                                                     | —                                                                       |

Die Jugend-Olympiamannschaft der Seychellen für die II. Olympischen Jugend-Sommerspiele vom 16. bis 28. August 2014 in Nanjing (Volksrepublik China) bestand aus drei Athleten.

## Athleten nach Sportarten

### Badminton
Mädchen
- Chlorie Cadeau
Einzel: 25. Platz
Mixed: 17. Platz (mit Luis Peñalver  Spanien)

### Gewichtheben
Mädchen
- Romentha Larue
Mittelgewicht: 9. Platz

### Schwimmen
Jungen
- Adam Viktora
50 m Freistil: 32. Platz
50 m Schmetterling: 39. Platz